# Horns krig
Horns krig kaldes et felttog i 1644 i Skåne, opkaldt efter den svenske øverstbefalende Gustav Horn. Det var en del af Torstenson-krigen.
Det svenske rigsråd besluttede i 1643 at angribe Danmark, og uden krigserklæring angreb svenskerne i en knibtangsmanøvre: Feltmarskal Lennart Torstensson rykkede ind i Jylland og plyndrede store dele af landet, mens Gustav Horn med 11.000 mand invaderede Skånelandene. Trods mange advarsler om invasionen fra Peder Vibe, den danske gesandt i Stockholm, var det danske forsvar ikke forberedt, idet Christian 4. ikke ville tro på, at en krig kunne begynde uden en formel krigserklæring.
Svenskerne erobrede Lund, Landskrone, Helsingborg, Laholm og Engelholm. Antallet af regulære soldater til forsvar var ringe, men en stor skare friskytter under Bent Mogensen ydede hård modstand. Det lykkedes de stærke fæstninger i Christianstad (nu Kristianstad) og Malmø (Malmøhus) at holde stand.